# Katja Dörner
Katja Dörner, née le 18 février 1976 à Siegen est une femme politique allemande du parti Alliance 90/Les Verts. Elle est maire de Bonn depuis 2020 et ancienne députée du Bundestag, entre 2009 et 2020.

## Biographie
Dörner a étudié les sciences politiques aux universités de Bonn, York et Édimbourg de 1995 à 2000.

## Carrière politique
Dörner est élue membre du Bundestag lors des élections de 2009, représentant la Rhénanie du Nord-Westphalie. Au parlement, elle siège à la commission des affaires familiales, des personnes âgées, des femmes et de la jeunesse. De 2009 à 2013, elle a également été membre de la commission du budget, où elle a été rapporteure sur le budget annuel du ministère fédéral de l'Intérieur.
Dörner est élue au second tour des élections le 27 septembre 2020 avec 56,27 % des voix. Elle quitte son mandat de députée à la suite de cette élection.